# Christy Hui
Christy Hui (ur. 7 sierpnia 1985) – chińska animatorka, twórczyni serialu animowanego Xiaolin – pojedynek mistrzów i Kroniki Xiaolin.
Urodziła się w Chinach, obecnie mieszka w Los Angeles, gdzie pracuje dla Sony Pictures i DirecTV.